# 観測及び目標要求小隊

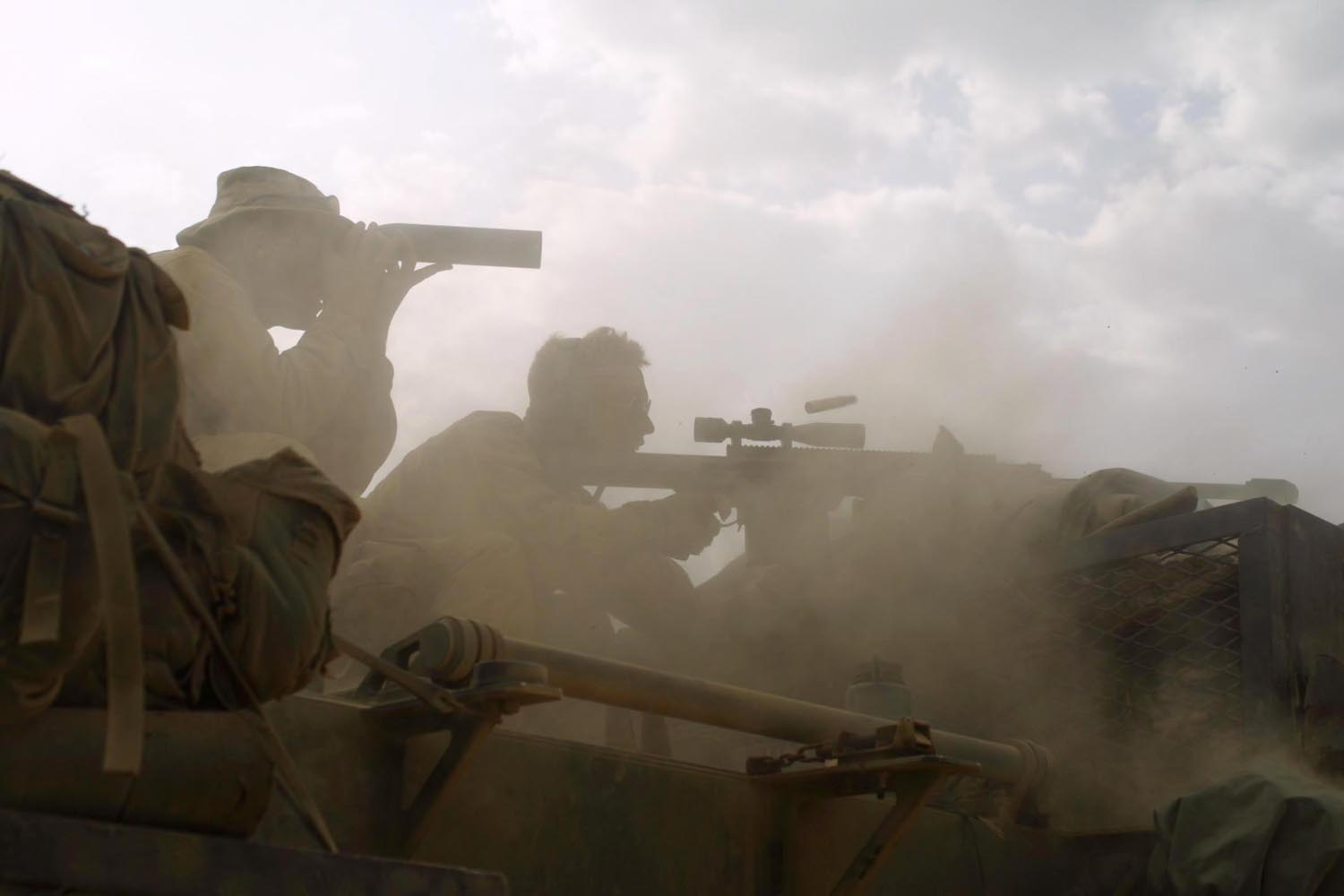
ジブチにて作戦中の前哨狙撃兵チーム

観測及び目標捕捉小隊（かんそくおよびもくひょうようきゅうしょうたい, 英：Surveillance and Target Acquisition：STA発音はスティ）は、アメリカ海兵隊の歩兵大隊司令部中隊直属の偵察部隊。

## 概要
アメリカ海兵隊の歩兵大隊司令部中隊直属の偵察部隊で、各部隊は連隊と大隊の番号を付加して区別されている（例：第1海兵連隊第2大隊直下のSTAの場合、STA2/1、第4海兵連隊第2大隊の場合はSTA2/4）。連隊付きの偵察小隊で、隷下の大隊の"目"として活動する。

## 編制
前哨狙撃兵と観測手の2名で構成されたいくつかの班（4-6班）と、それを指揮する下級士官1名で1個小隊として構成される。また、2-3班分の管理は上級下士官によって行われる。STA隊員は、海兵偵察大隊または連隊出身者から編制される。しかし、大隊出身者と連隊出身者で非常に仲が悪かった。理由としては、連隊出身者は連隊司令部や各大隊と関係が深いが、偵察大隊出身者はあくまでも大隊から分遣した隊員として振舞ったためである。そのため、1994年に3個あった偵察大隊は、各連隊の圧力と軍縮政策で解散された。ただし、1999年からは順次再編されている。

## 登場作品
『ジャーヘッド』
主人公のオスフォード（ジェイク・ギレンホール）が、第7海兵連隊第2大隊司令部中隊付きのSTA隊員という設定。